# Pavillon de Gustave III
Le pavillon de Gustave III est un bâtiment situé dans le parc Haga tout près de Stockholm en Suède. Il a été construit entre 1787 et 1792 à l'initiative du roi Gustave III. C'est l'architecte Olof Tempelman (en) qui est chargé des travaux, tandis que la décoration intérieure est l'œuvre de Louis Masreliez.
Même si les intérieurs ont été modifiés pendant le XIXe siècle et le XXe siècle, le pavillon de Gustave III est aujourd'hui l'un des meilleurs exemples d'architecture et de décoration gustaviennes (de) en Suède. Il est classé monument historique (byggnadsminne) depuis 1934.

## Contexte

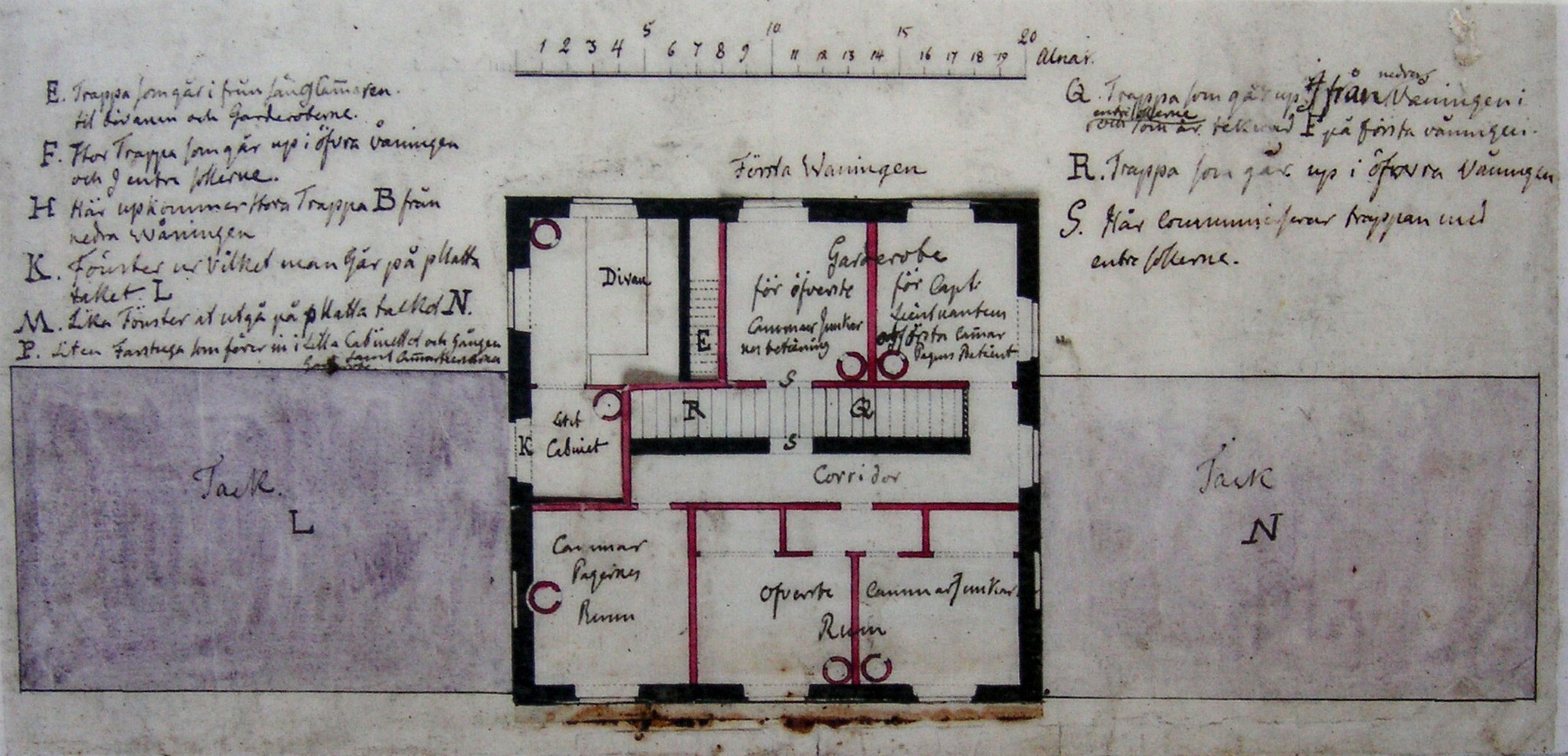
Dessin du roi Gustave III : "Réemménagement de la maison de pierre en 1787".

La construction du pavillon commence en 1787, sur des plans d'Olof Tempelman. Déjà chargé par le roi de la réalisation du grand château de Haga (sv), Tempelman doit à présent s'attaquer à un bâtiment plus petit, situé à proximité. Les lieux sont déjà occupés par un autre bâtiment, la maison de pierre, qui va devenir le corps de logis du pavillon. Cette maison appartient à un domaine dont le roi s'est porté acquéreur en novembre 1785, doublant à cette occasion la superficie du parc Haga vers le nord. Comme pour le projet du grand château de Haga, le roi s'implique personnellement dans la conception et la construction du bâtiment. Il dessine lui-même des esquisses, sur lesquelles on peut voir entre autres les ailes, avec deux séries de fenêtres. De leur côté, les dernières propositions de Tempelman s'inspirent largement du style baroque de Nicodème Tessin le Jeune et notamment du palais royal de Stockholm. Gustave III donne son approbation le 29 mai 1787, et les travaux commencent immédiatement.
La décoration intérieure, ainsi qu'une grande partie du mobilier, sont l'œuvre de Louis Masreliez. Le pavillon est sa première réalisation en style gustavien tardif. Pendant la période la plus intensive des travaux, il s'installe dans le grenier en haut du bâtiment pour pouvoir diriger et surveiller le chantier. C'est son frère cadet, Jean-Baptiste (en), qui réalise les moulures, principalement en stuc, tandis que les peintures sont prises en charge par Johan Kasberg et Carl Gustaf Eckstein.

## Caractéristiques du bâtiment

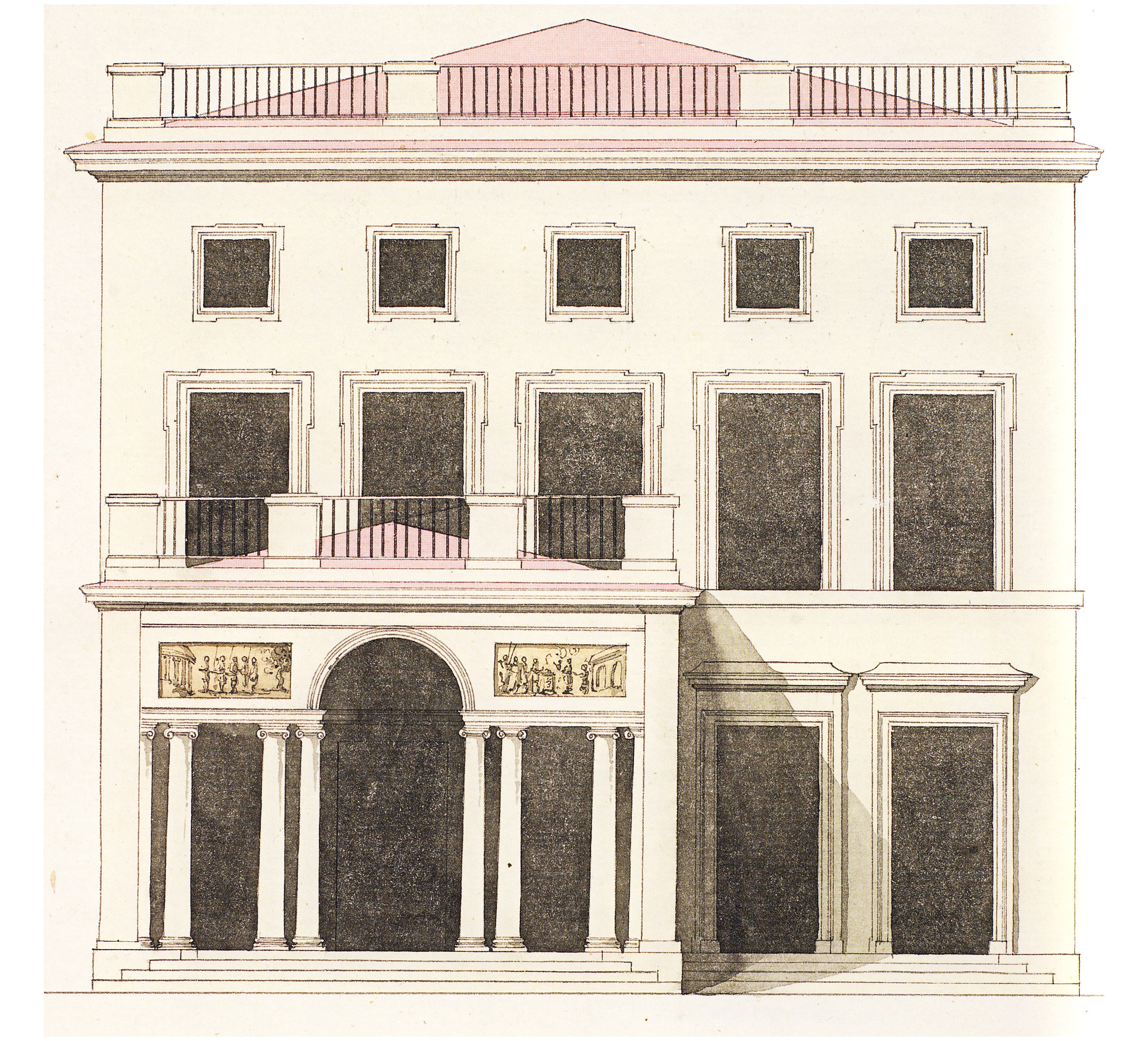
Dessin de Tempelman en 1787.

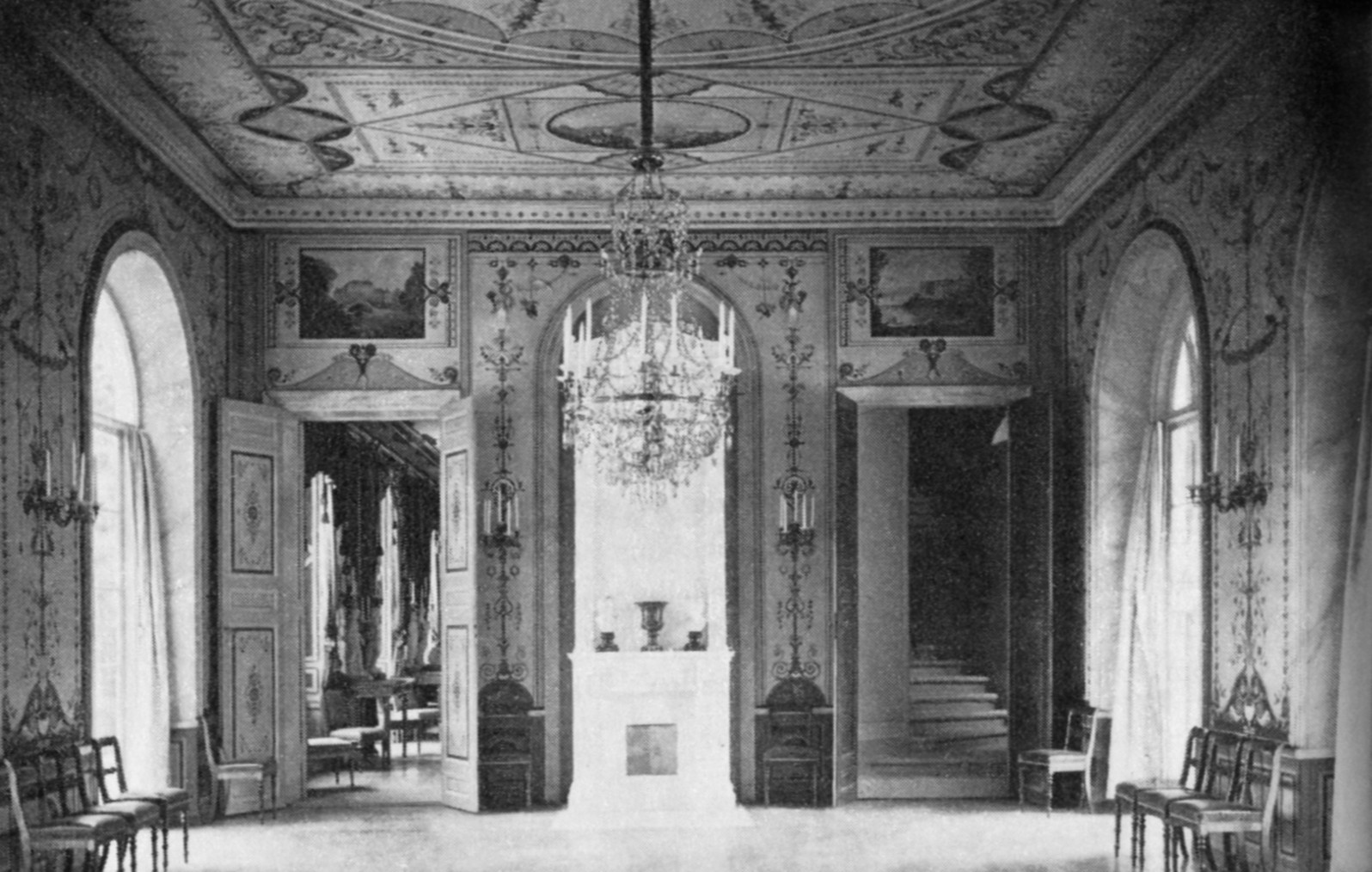
La salle à manger sous le règne d'Oscar Ier, photographiée dans les années 1890 avant sa restauration.

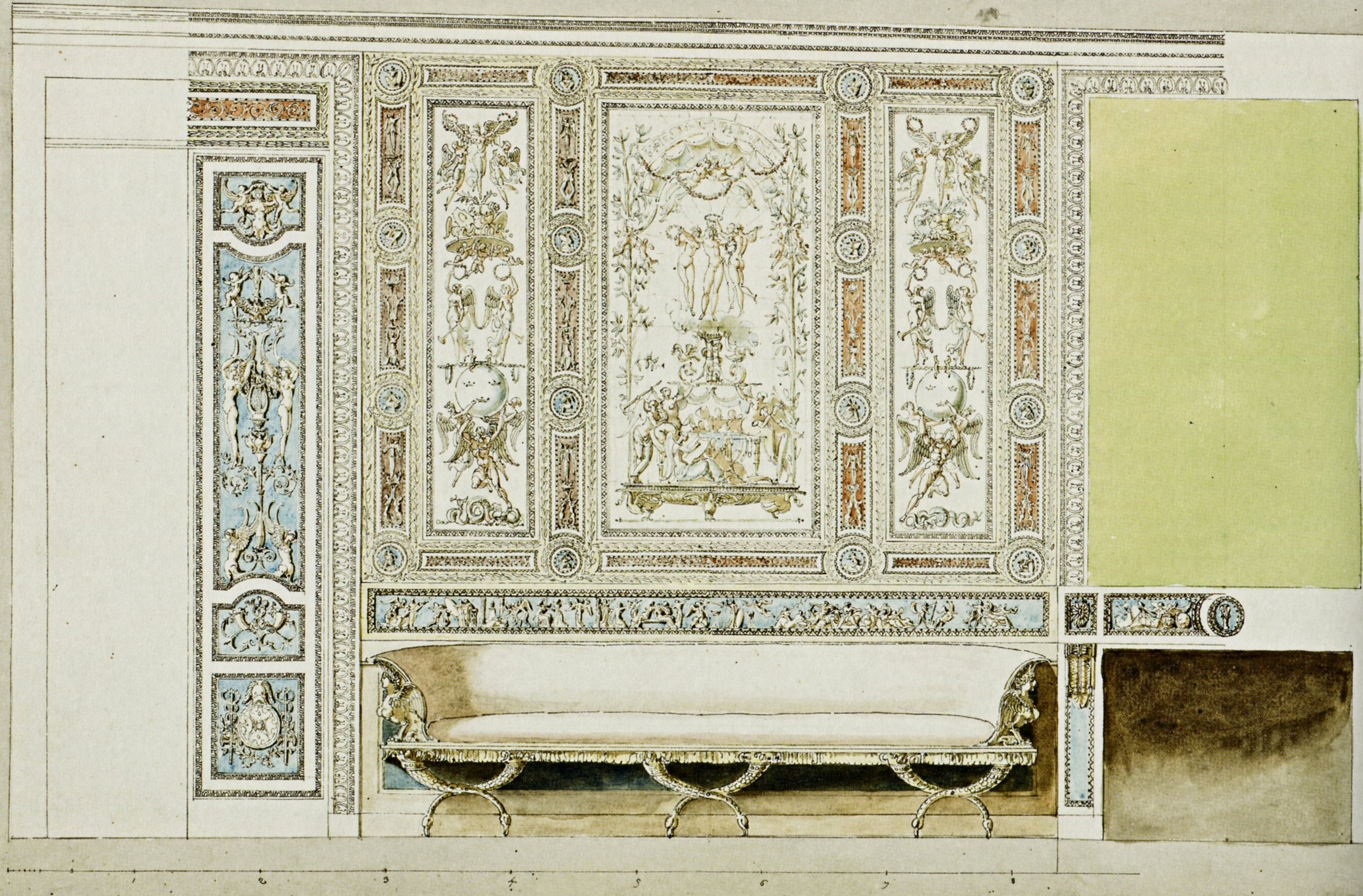
Peintures murales et sofa dans le grand salon, dessin de Masreliez dans les années 1790.

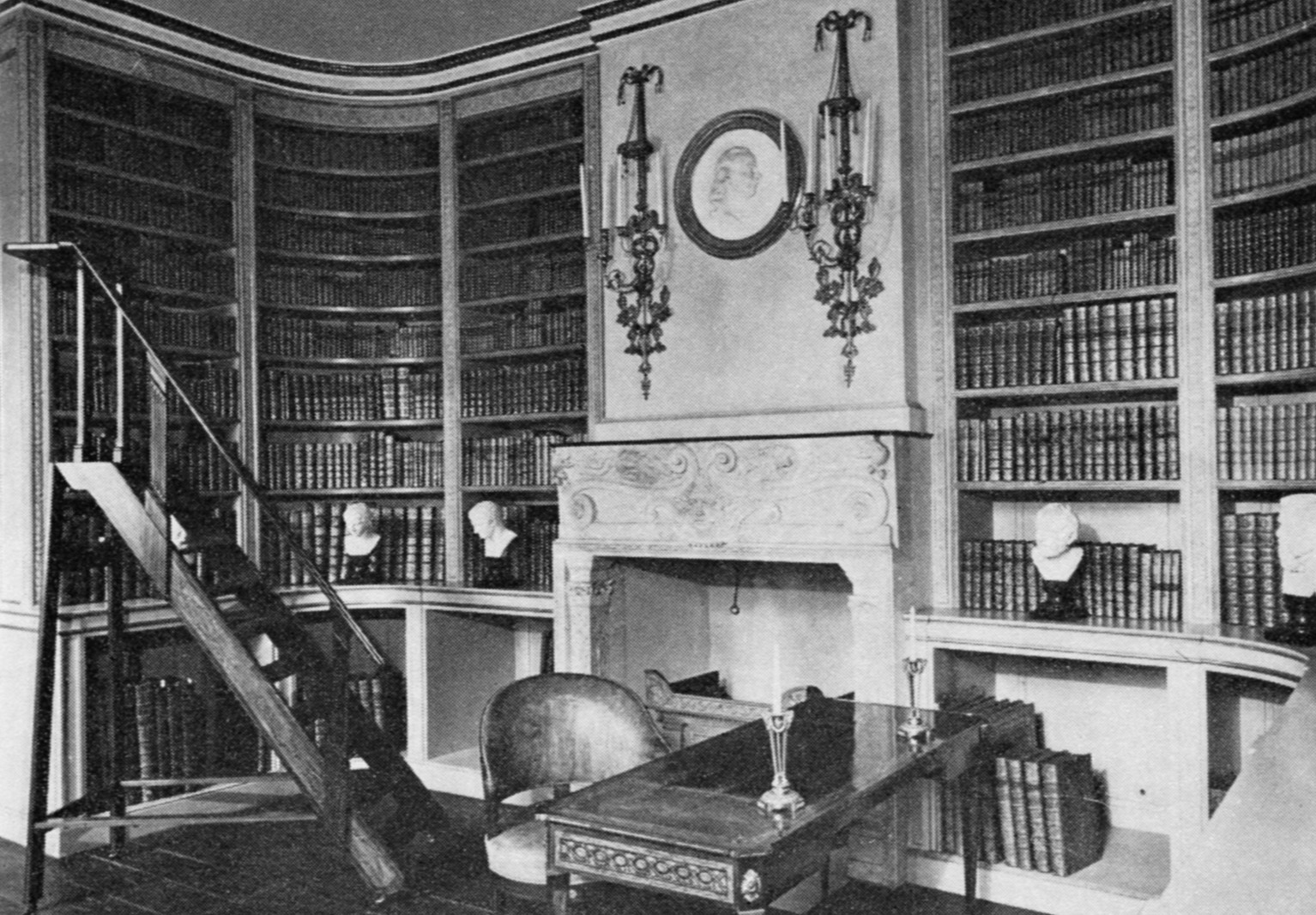
La bibliothèque de Gustave III dans les années 1960.

Le frontispice du bâtiment est orienté nord-sud. Le corps de logis compte deux étages, le dernier étage étant un attique bas de plafond. Les ailes sont sur un seul niveau, avec de part et d'autre cinq hautes fenêtres. Le toit est orné de balustrades.
Au rez-de-chaussée, on trouve sept pièces, dont trois dans le corps de logis. L'entrée actuelle, située côté nord, n'était probablement pas utilisée par le roi et ses hôtes. À droite et à gauche du portail, deux médaillons à motif d'anges ornent la façade.
Dans le corps de logis, on trouve le grand salon, dont la décoration originale a été conservée. Les murs n'ayant jamais été repeints, il a suffi d'enlever le vernis jauni. Le grand salon est aujourd'hui considéré comme l'une des plus belles pièces du pavillon. Masreliez y a représenté, sur des portions murales délimitées par des cadres, des scènes issues de la mythologie antique, en l'honneur de Jupiter, Apollon, Junon et Minerve. Les meubles qu'on peut y voir aujourd'hui ne sont pas d'époque. À l'origine, le sol est recouvert d'un tapis "de velours rose à motifs", aujourd'hui, c'est un parquet peint de couleur marron.
La salle à manger du roi est située dans l'aile nord. Elle a été décorée par Masreliez à la manière d'un temple antique, avec des peintures imitant des pièces d'architecture en pierre. Elles représentent des colonnes corinthiennes en marbre qui supportent les moulures du plafond. Sur le plafond sont peints des reliefs à la gloire du dieu du vin, Bacchus. Les hautes double-portes sont quant à elles peintes à la manière d'un portail de cuivre. La salle à manger a subi d'importantes transformations pendant les années 1840 sous le règne du roi Oscar Ier. Une rénovation dans les années 1930 lui a toutefois rendu son aspect d'origine. Dans l'aile sud, la plus grande pièce est la salle des miroirs. Avec ses larges fenêtres sur trois côtés, elle offre une vue imprenable sur le parc et sur le lac Brunnsviken (de). Les moulages et les décorations y sont réalisés par Pehr Ljung en juin 1791. Six mois plus tard, on installe les larges miroirs, qui ont été achetés en France à prix d'or.
Sous le règne de Gustave III, la salle des miroirs est aussi appelée salle de lecture. L'idée est qu'une personne vienne y faire la lecture d'œuvres littéraires à voix haute. Avec le remplacement des colonnes de grès par des colonnes de marbre en 1849, la façade sud est recouverte des vitrages que l'on peut encore voir aujourd'hui. Le souci du détail se manifeste aussi dans l'alimentation des poêles, qui se fait depuis l'extérieur, via une ouverture dans les murs. Avec ses colonnes, ses larges miroirs et ses décorations dorées et blanches, la salle des miroirs représente selon l'historien d'art Nils G. Wollin (sv) « l'une des réalisations les plus envoutantes de l'architecture suédoise ». À la mort de Gustave III, l'ameublement de la pièce n'est pas encore complété.
Bien que les travaux d'aménagement du pavillon soient loin d'être finis, le roi Gustave III s'y installe le 10 décembre 1790. Il prend alors son premier repas dans la salle à manger. La table en marbre y est installée au dernier moment. Lorsque le roi est assassiné en mars 1792, les travaux ne sont pas encore totalement achevés. Quelques mois plus tard, lorsque le pavillon est enfin inauguré, il suscite un vif intérêt.

## Rénovation
|                                           |  |  |
| Médaillons situés à l'entrée du bâtiment. |  |  |

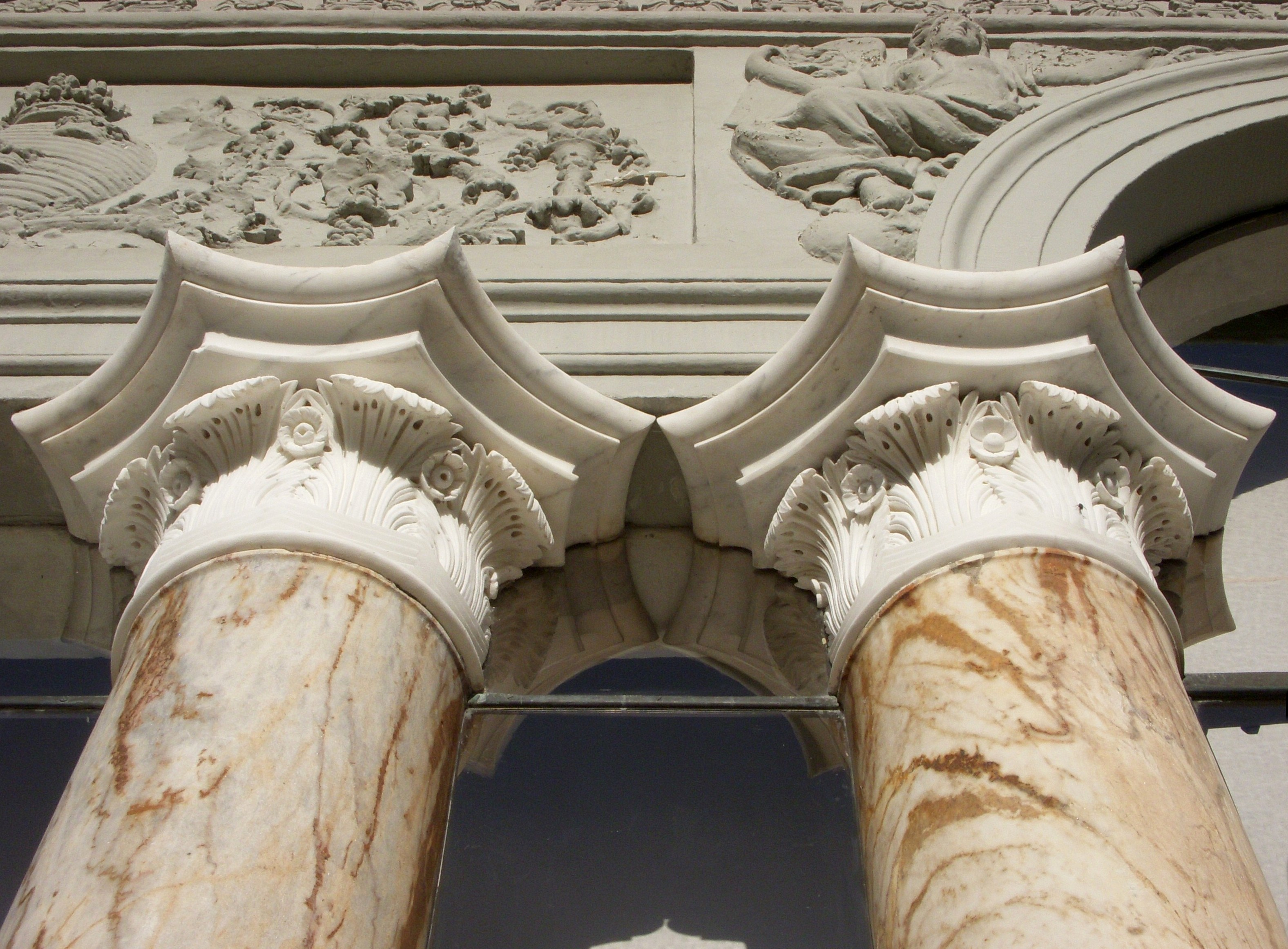
Les chapiteaux en forme de lotus remontent au règne d'Oscar Ier.

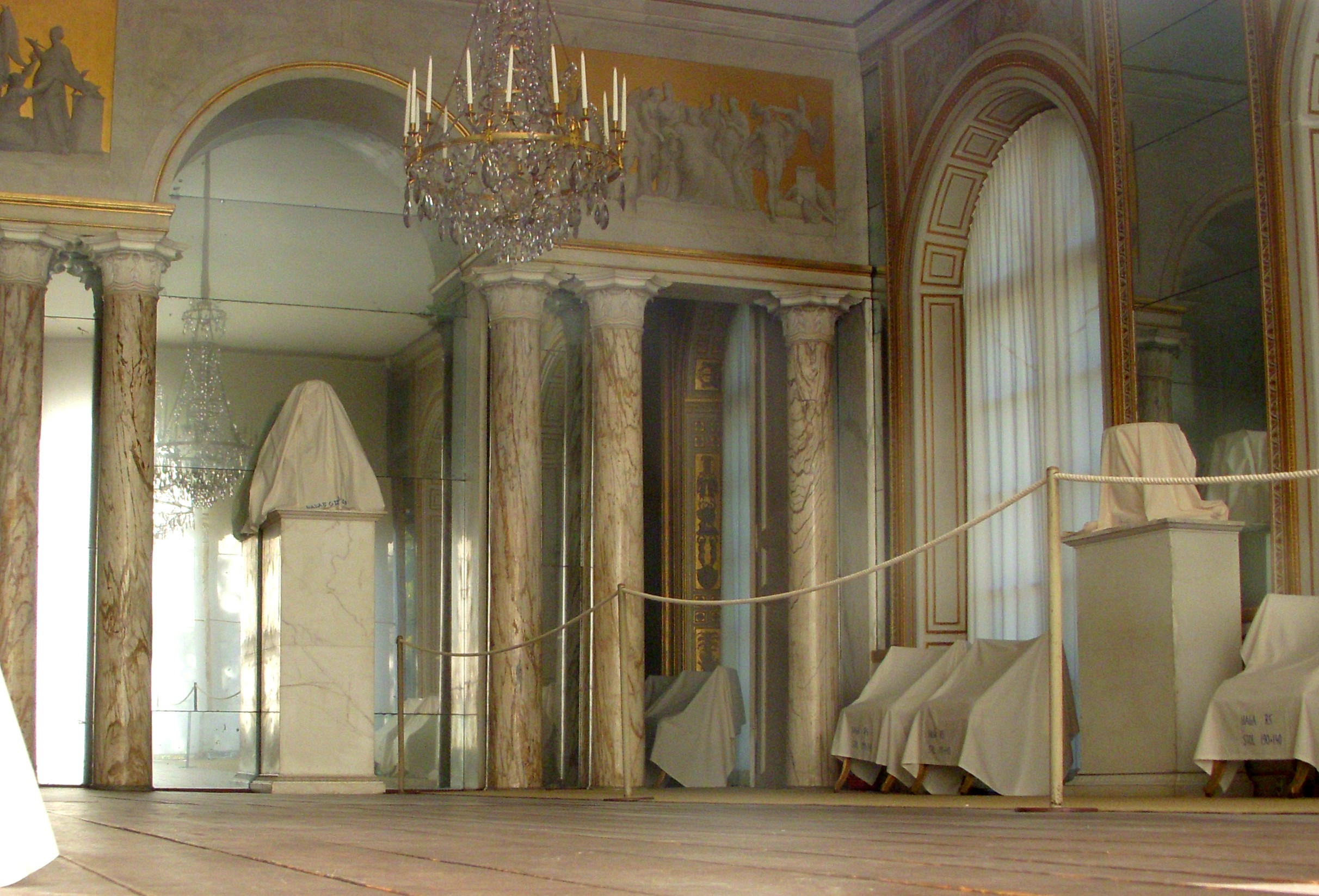
La salle des miroirs en hiver. Meubles et statues sont protégés par des draps.

Pendant le XIXe siècle, une grande partie de la décoration intérieure est modifiée. L'humidité ayant causé des dégâts, les murs sont repeints dans de nombreuses pièces. Dans les années 1840, le roi Oscar Ier charge l'architecte Georg Theodor von Chiewitz de rénover les extérieurs. C'est alors que les colonnes ioniques sur les côtés du bâtiment sont remplacées par de nouvelles colonnes en marbre ornées de chapiteaux en lotus. La principale modification reste toutefois le réaménagement de la salle à manger du roi en style pompéien, mais elle reprendra sa configuration d'origine dans les années 1930.
Le bâtiment abrite aujourd'hui une grande partie de la bibliothèque du roi Gustave III. Il a fallu un long travail d'enquête pour reconstituer cette collection. De nombreux ouvrages avaient en effet suivi Gustave IV Adolphe lors de sa fuite après le coup d'état de 1809. Les étagères et la cheminée avaient été démontées, et un mur avait été ajouté pour créer deux pièces plus petites. La cheminée est recréée en 1923, et la même année plus de la moitié des livres sont retrouvés lors d'une vente aux enchères en Allemagne. C'est l'administrateur des chasses royales, Helge Axelsson Johnsson, qui s'en porte acquéreur, avant de les envoyer à Gustaf V. Le reste des ouvrages provient de la bibliothèque royale, ainsi que du palais royal, où on a même retrouvé les étagères et des moulures. Du reste du mobilier, il ne subsiste par contre plus que les escabeaux.
Une autre rénovation a lieu dans les années 1937 à 1946, sous la responsabilité de l'architecte Ragnar Hjorth (sv). Les intérieurs reprennent alors en grande partie leur configuration d'origine. Dans le grand salon, et dans une partie de la salle des miroirs, les décorations du XVIIIe siècle sont en grande partie intactes et peuvent être restaurées sur place. La mise à jour de fragments des peintures murales remontant aux années 1790 permet de reconstituer l'ensemble. Les anciens dessins de Masreliez, retrouvés par hasard dans le grenier de l'ancienne école des beaux-arts de Stockholm, sont également d'une grande aide.

## Le pavillon aujourd'hui
Même si toutes les pièces n'ont pas pu être restaurées dans leur configuration d'origine, les rénovations effectuées dans les années 1930 ont indiscutablement redonné au pavillon des allures de palais royal. Une grande partie du mobilier d'origine a été conservée, procurant une occasion unique de se plonger dans le XVIIIe siècle et la décoration intérieure de style gustavien.
Bien que n'étant pas appelé château ou palais, le pavillon de Gustave III est l'une des onze résidences de la famille royale de Suède. Il appartient à l'état suédois, tandis que la famille royale en détient le droit d'usage. Il est ouvert au public pendant les mois d'été.

## Galerie

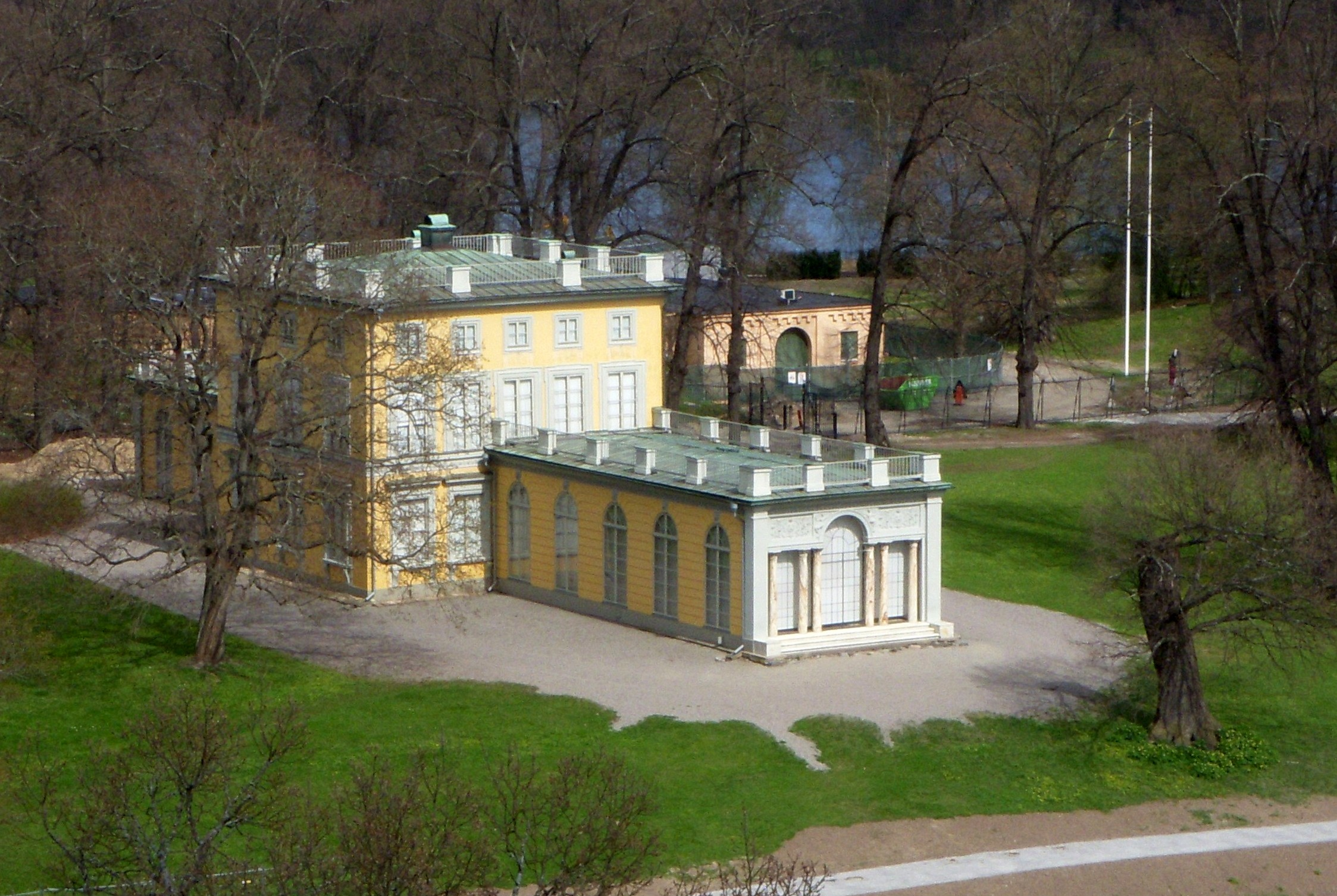
Le pavillon de Gustave III en mai 2010.
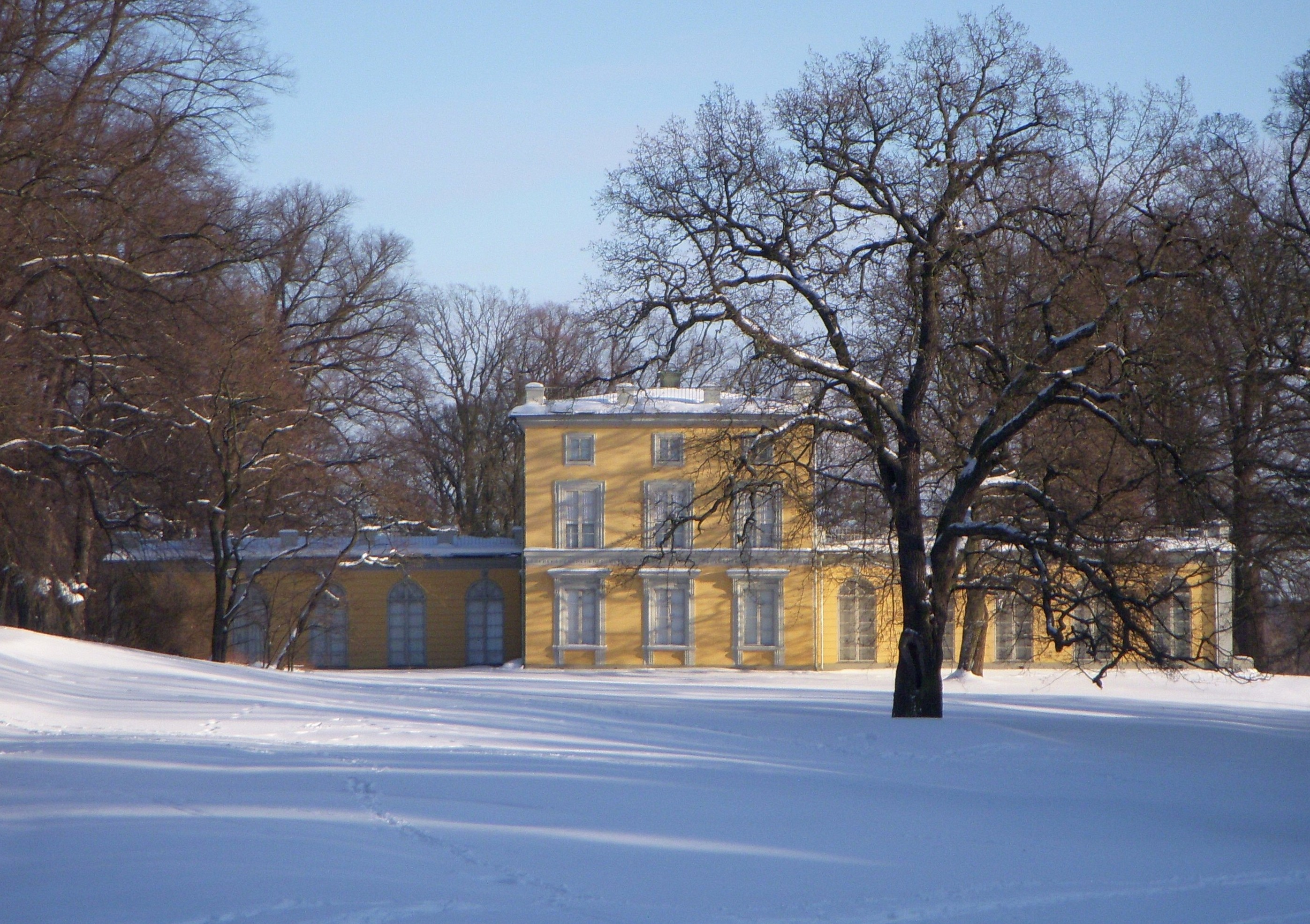
La façade ouest en janvier 2006.
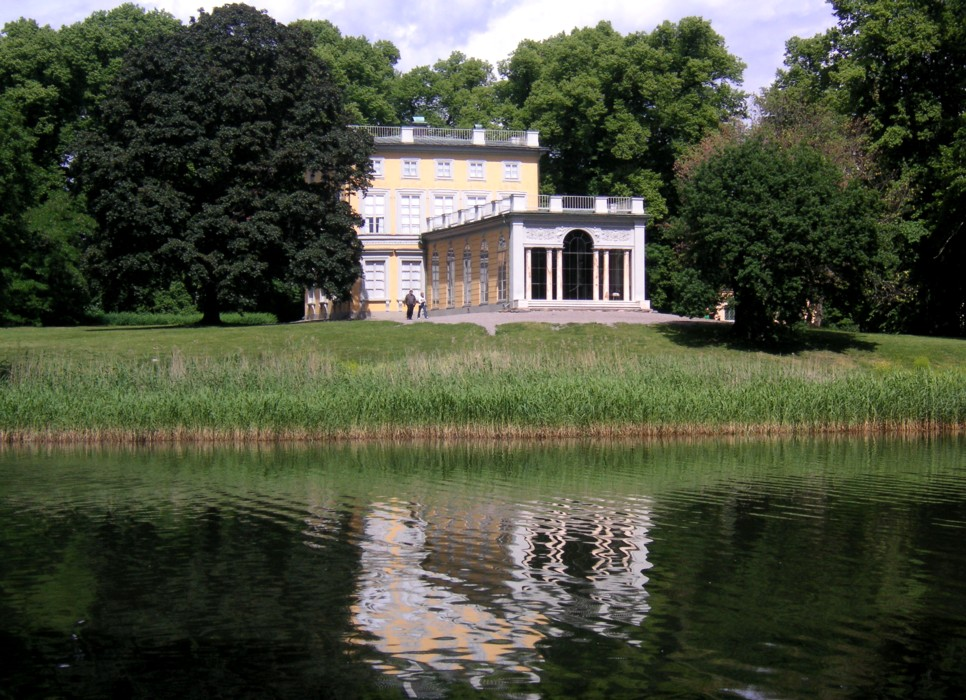
La façade sud, depuis le lac Brunnsviken.
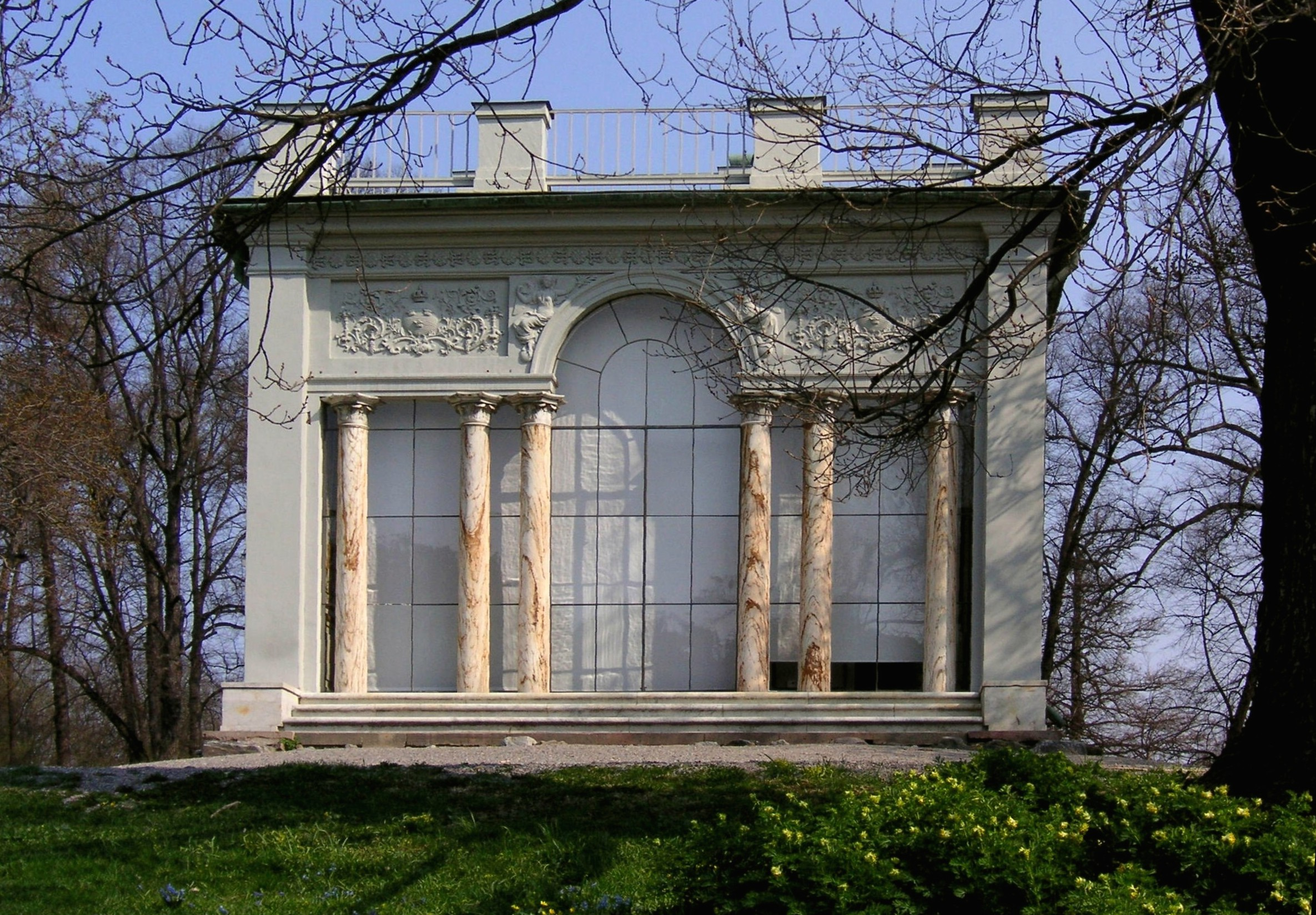
La façade sud.